# Indigo (album de François Feldman)
Pour les articles homonymes, voir Indigo (homonymie).
Albums de François Feldman
Feldman à Bercy
(1992) À contre-jour
(1996)
Singles
1. Elle est bien trop belle
Sortie : juin 1993
2. Fais tomber la pluie
Sortie : octobre 1993
3. Le P'tit Cireur
Sortie : janvier 1994

Indigo est le quatrième album studio enregistré par François Feldman.
L'album reçoit un accueil mitigé lors de sa sortie en 1993. Aucun single ne rencontrera le succès et l'album ne dépassera pas la 13e place du Top Albums.

## Liste des titres
| No  | Titre                          | Durée |
| --- | ------------------------------ | ----- |
| 1.  | Rock 'n' Roll Café             | 5:54  |
| 2.  | Se quitter sans larmes         | 4:28  |
| 3.  | Comme tous les jours de la vie | 3:44  |
| 4.  | Faire l'amour immense          | 4:44  |
| 5.  | Terre promise                  | 4:01  |
| 6.  | Elle est bien trop belle       | 3:41  |
| 7.  | Fais tomber la pluie           | 4:30  |
| 8.  | Les Enfants d'aujourd'hui      | 4:13  |
| 9.  | Madame                         | 4:37  |
| 10. | Le P'tit Cireur                | 4:12  |
| 11. | Indigo                         | 1:21  |

## Crédits
- Textes : Jean-Marie Moreau
- Musique : François Feldman
- Arrangements : François Feldman - Thierry Durbet

## Classement hebdomadaire
| Classement (1993) | Meilleure position |
| ----------------- | ------------------ |
| France (SNEP)     | 13                 |

## Historique de sortie
| Pays   | Date | Format              | Label     |
| ------ | ---- | ------------------- | --------- |
| France | 1991 | CD • cassette audio | Phonogram |